# Англійська Вікіпедія
Англі́йська Вікіпе́дія (англ. English Wikipedia) — розділ Вікіпедії англійською мовою.
Вікіпедія відкрита 15 січня 2001 року і була першою «вільною енциклопедією» в Мережі. Це найбільший розділ Вікіпедії у світі — 23 січня 2020 року англійська Вікіпедія перетнула рубіж у шість мільйонів статей.
Станом на 2007 рік близько чверті статей у всіх національних проєктах разом узятих належало Вікіпедії англійською мовою. Ця частка істотно зменшилася з 2005 року, коли вона була рівна третині всіх статей, а в 2003 році вона була рівна половині всіх статей.
За результатами I кварталу 2014 року 38.3 % редагувань було здійснене з території США, 13.2 % — Великої Британії, 6.9 % — Індії, 5.4 % — Канади, 3.6 % — Австралії. За результатами I кварталу 2014 року 39.6 % переглядів було здійснене з території США, 10.8 % — Великої Британії, 6.0 % — Канади, 5.0 % — Індії, 3.3 % — Австралії.

## Історія

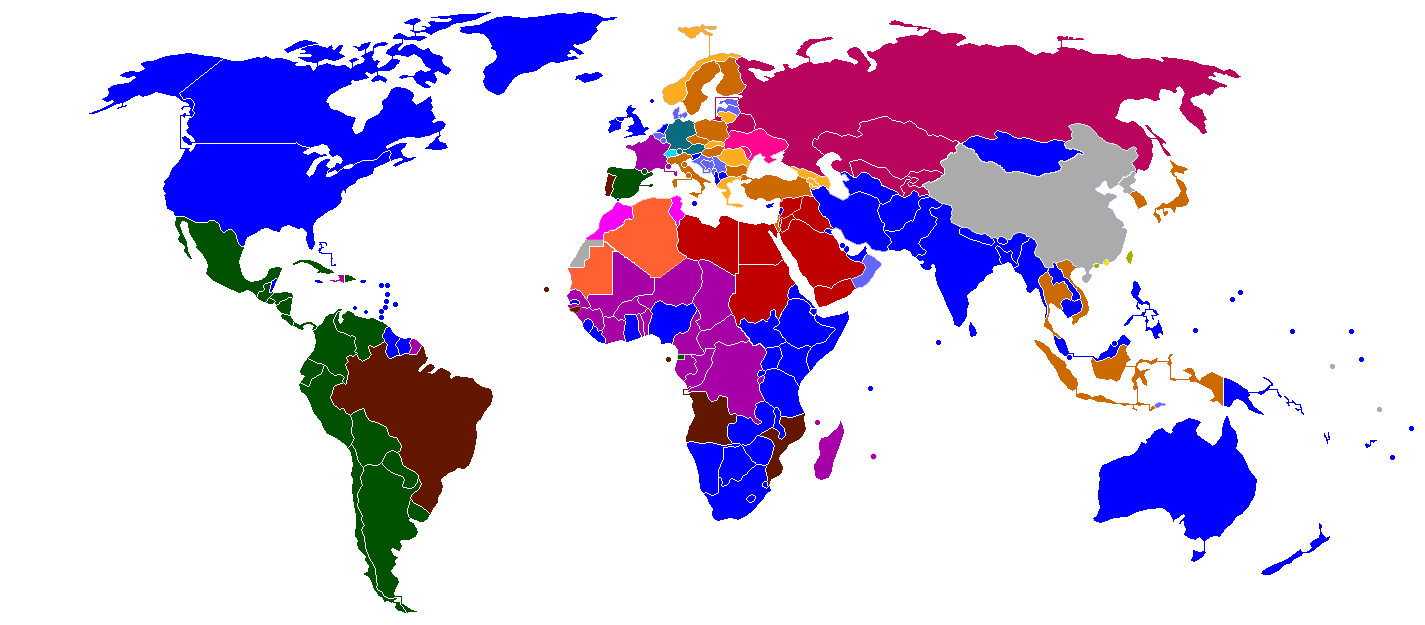
Мовні розділи вікіпедії за відвідуваністю в країнах світу.
Синім кольором позначено англійську вікіпедію

Учасники англійської Вікіпедії за країною

Англійська Вікіпедія була першою і залишається найбільшою з наявних редакцій, чо́му сприяє як велика кількість англомовних людей у світі, так і те, що англійська де-факто є мовою міжнаціонального спілкування.
В англійській Вікіпедії було започатковано й опрацьовано багато домовленостей, політик і особливостей, що згодом перейнято іншими вікіпедіями. Досить згадати вибрані статті, нейтральну точку зору, навігаційні шаблони, відсортування коротких статей заглушок в окремі підкатегорії, механізм вирішення суперечок через посередників і арбітраж. Своєю чергою, англійська Вікіпедія запозичила певні особливості в німецької Вікіпедії та в інших менших мовних редакцій.
Багато активних учасників Фонду «Вікімедіа» та розробників програмного забезпечення MediaWiki водночас є активними дописувачами англійської Вікіпедії.
В англійській вікіпедії при дискусіях не заведено посилатися на свій авторитет, тобто якщо Ви професор медицини, не слід це використовувати як аргумент дискусії.[джерело?]

### Використання Encyclopædia Britannica
Англійська Вікіпедія має певну перевагу перед деякими іншими версіями, оскільки є можливість безпосереднього використання статей з 11-го видання Encyclopædia Britannica, статті якої є суспільним надбанням. В першу чергу це і дозволило використовувати їх як відправну точку для багатьох статей, попри те, що у низці тем інформація в них частково застаріла або іноді містить упередження.

### Історія кількості статей
| Дата       | Кількість статей |
| ---------- | ---------------- |
| 16-01-2001 | 1                |
| 21-01-2003 | 100,000          |
| 02-02-2004 | 200,000          |
| 18-03-2005 | 500,000          |
| 01-03-2006 | 1,000,000        |
| 24-11-2006 | 1,500,000        |
| 09-09-2007 | 2,000,000        |
| 12-08-2008 | 2,500,000        |
| 17-08-2009 | 3,000,000        |
| 12-12-2010 | 3,500,000        |
| 13-07-2012 | 4,000,000        |
| 25-04-2014 | 4,500,000        |
| 01-11-2015 | 5,000,000        |
| 23-01-2020 | 6,000,000        |
| 28-05-2025 | 7,000,000        |

## Національні стилістичні розбіжності
В англійській Вікіпедії якийсь час відбувалися суперечки, якому з регіональних варіантів англійської мови віддати перевагу: британському, американському чи канадському. Більша частина учасників англійської Вікіпедії вирішила писати простою формою англійської мови. Але політика написання статей відповідає деяким регіональним особливостям, наприклад, канадський варіант англійської мови для статей, що так або інакше розповідають про Канаду.
Багато суперечок були про використання англійської системи або метричної системи вимірювання.

## Українізація Англійської Вікіпедії
В Англійській Вікіпедії чимало термінів, що стосується України, транслітеровані із відповідних російських. Тому до 2020 року Київ був записаний як Kiev, а не Kyiv. Із 16 вересня 2020 року редактори Англійської Вікіпедії перейменували статтю про Київ із «Kiev» на «Kyiv». До цього призвела постійна робота МЗС України під час дворічної акції KyivNotKiev. Перейменування цієї статті ще зачепить близько 5000 інших статей на українську тематику, де є слово Kiev. Згодом, планується подібним чином добитися перейменування інших статей — про Одесу, Запоріжжя, Чорнобиль тощо.

## Вимкнення Вікіпедії

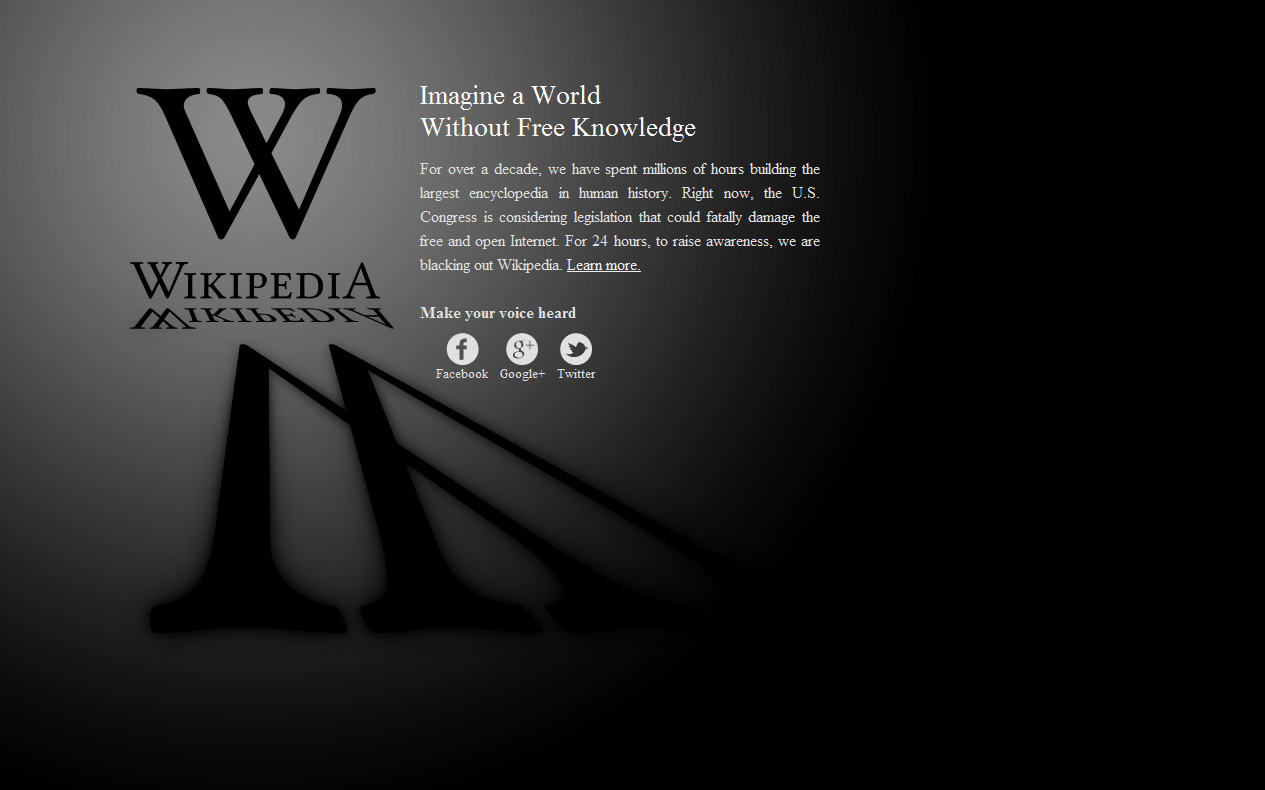

18 січня 2012 року Англійська Вікіпедія була тимчасово вимкнена на добу на знак протесту проти законопроєкту Stop Online Piracy Act (SOPA або H.R. 3261), внесеного на розгляд Палати представників США, що розширює повноваження виконавчої влади та правовласників у сфері дотримання авторських прав в Інтернеті.
Таку акцію вже одного разу успішно практикувала Італійська Вікіпедія. Відповідне рішення спільноти вікіпедистів було підтримано WMF, а також рядом регіональних фондів, зокрема Вікімедіа Україна. Банер про проведення страйку було вивішено на німецькій, іспанській, італійській, російській, українській вікіпедіях.